# Gothic II
Gothic II (укр. Го́тика 2) — відеогра в жанрі RPG, розроблена компанією Piranha Bytes, і видана JoWooD Entertainment 29 листопада 2002 року для платформи Windows.
Події гри відбуваються через декілька тижнів після фіналу першої частини. Головний герой був при смерті під уламками храму Сплячого, а магічний бар'єр зник, випустивши на волю тисячі ув'язнених, які стали грабувати все довкола. В цей час під землею прокинулися від довгого сну демони, які вирішили саме зараз, що саме настав їхній час. Головного героя воскрешає старий протеже Ксардас, щоб захистити світ від цієї нової загрози. Gothic II мала комерційний успіх у Німеччині і стала найбільшим хітом JoWood на момент виходу. До 2004 року було продано понад 300 000 копій разом із доповненням «Ніч Ворона». Продажі однієї лише Gothic II зрештою перевищили 400 000 одиниць до 2007 року, після її перевидання як бюджетної гри в Німеччині.

## Ігровий процес

Герой на початку гри

Гравець керує безіменним персонажем, відомим просто як Герой. Геймплей Gothic II концентрується на можливості вибирати шлях як у кваліфікації та розвитку персонажа, так і на чий бік стати впродовж сюжетної лінії. Гра має багато побічних квестів, залежно від сторони, яку прийме гравець, він отримує різне спорядження, зброю та локації.
Керування здійснюється за допомогою миші та, більшою мірою, клавіатури. Як і в першій грі в серії, рукопашний бій зосереджений на майстерності гравця. Аби зробити ігрового персонажа дійсно сильним, слід однаково добре опанувати вміння атакувати й захищатися.
Заклинання вибираються з меню, і чаклуються клацанням миші. Дистанційна зброя працює подібним чином.
Всі діалоги в грі озвучені, але за бажанням можна увімкнути субтитри. Кожен персонаж має унікальний голос, більшість персонажів можуть підтримувати розгорнені діалоги за принципом «дерева діалогів». Незначні персонажі мають одну чи кілька реплік, якими відповідають при спробі заговорити з ними.

## Світ гри
Більша частина подій гри відбувається на острові Хорініс (англ. Khorinis), що належить до королівства Міртана (англ. Myrtana). На острові розташоване однойменне портове місто, яким тимчасово керує глава паладинів — лорд Хаген (англ. Lord Hagen). Острів Хорініс відомий, перш за все, своєю рудниковою долиною Міненталь, місцем дії першої частини гри. Протягом багатьох років долину покривав магічний бар'єр, крізь який можна було увійти, але не можна було вийти. Туди відправляли на каторгу засуджених з усього королівства для видобутку цінної руди, що ішла на виробництво зброї та обладунків.
Крім того, на острові є кілька невеликих селянських садиб, які обробляють ґрунт для вирощування злаків і овочів, а також розводять домашню худобу. Протягом багатьох років найбільший двір належить поміщику Онару, який здає в оренду іншим селянам довколишні землі.
В центрі острова стоїть старий монастир служителів бога Інноса (англ. Innos), якому поклоняються Маги Вогню. Там вони проводять магічні та алхімічні дослідження, а крім того славляться виноробством.

## Сюжет
Сюжет при грі за різні класи різниться в деяких місцях
Після перемоги над Сплячим магічний бар'єр був зруйнований. Головний Герой провів кілька днів під уламками храму Сплячого і вижив завдяки силі магічних обладунків. Некромант Ксардас врятував Героя і переніс у свою вежу поруч з містом Хорініс. З розмови з ним Герой дізнається, що Сплячий своїм передсмертним криком розбудив армії темряви з царства Беліара, які очолили дракони. Для перемоги над ними потрібно добути древній амулет — Око Інноса, який зберігається в паладинів, прибулих в Хорініс з важливою місією. Ксардас наказує Герою вирушити до міста і поговорити з очільником паладинів — лордом Хагеном.
Герой набирається досвіду, зустрічається зі старими друзями та досліджує землі Хорінісу. Він допомагає жителям острова у різноманітних справах і приєднується до однієї з місцевих фракцій: найманців (ферма Онар), ополчення (місто Хорініс) чи Маги Вогню (монастир Інноса). Герой отримує громадянство Хорінісу.
Герой домагається аудієнції лорда Хагена, але паладин не поспішає віддати найдавнішу реліквію ордена першому зустрічному. Він не вірить в розповіді про драконів, але зацікавлюється звісткою про орків. Для початку Хаген дає Герою небезпечне завдання — повернутися в Долину Рудників і здобути докази існування орочої армії. Ситуація ускладнюється тим, що туди вже був відправлений загін паладинів і ополченців під проводом капітана Гаронда і жоден з них не повернувся.
Через прохід Герой потрапляє в Долину Рудників і бачить, що колонія зруйнована. Новий Табір занесений снігом, орки звели стіну на сході, а в центрі долини з'явилося болото. Весь Міненталь кишить орками, а по дорогах розгулюють дикі звірі. Спускаючись з гір, Герой зустрічає розвідника паладинів Джергана і він розповідає йому, що паладини зайняли оборону в замку Старого Табору, який тепер оточений армією орків і Варга.
Після того як Герой потрапляє в замок, капітан Гаронд дає йому карту, на якій вказані три дієві шахти. Герою потрібно знайти три експедиції, які Гаронд відправив незадовго до облоги на пошуки магічної руди.
Виконавши розпорядження Гаронда й отримавши від нього папір з проханням про підкріплення, Герой повертається в Хорініс. Паладини, які охороняли прохід, лежать мертві, а над трупами стоїть Шукач — маг в чорній рясі та з дерев'яною маскою на обличчі. Він повідомляє Герою, що посланий своїм володарем з важливою місією і нападає. Убивши злого мага, Герой поспішає віднести лист лордові Хагену та отримати Око Інноса.
Отримавши дозвіл носити амулет, Герой вирушає до монастиря Магів Вогню, де зберігається Око. Уже в монастирі з'ясовується, що амулет був вкрадений одним з послушників. Герой йде по кривавому сліду з трупів сміливців, які пустилися в погоню за зрадником. Далеко на півночі він знаходить розбитий на частини амулет — Шукачі встигли провести над ним ритуал, позбавивши Око Інноса магічної сили. Герой повинен зібрати амулет і повернути його силу.
Одночасно з цим почалося полювання на драконів. Багато найманців, бандитів, солдатів і простих селян приміряють обладунки та точать клинки. Загони авантюристів збираються на фермі Онар, щоб звідти вирушити в Міненталь і поміряються силами з драконами й орками. Однак, не всі вони перш за все йдуть битися з ворогами, деякі намагаються усунути конкурентів в цій справі.
Повернувшись в Міненталь, Герой помічає, що армія окупантів виросла в рази. Крім орків і Варга легіони пітьми поповнилися безліччю елітних орків-мечників, а навпроти замку з'явилася ставка орків-шаманів. Заповідні області Міненталя стали патрулювати загони людей-ящерів — особиста гвардія чотирьох драконів, що оселилися в Долині Рудників. Отримавши кілька завдань від капітана Гаронда і його помічників, Головний Герой вирушає на пошуки драконів: болотяного, вогненного, кам'яного і крижаного. Впродовж подорожі він вбиває драконів, заволодіває їхніми скарбами та долає заздрісників з-поміж інших мисливців.
Здобувши повсюдну славу, Герой повертається в Хорініс. Хоч дракони мертві, але армію орків зупинити не вдалося. Як повідомив перед смертю Крижаний дракон, Повелитель всіх драконів перебуває в Палатах Ірдорату. Ксардас залишив підказки де знайти книгу «Палати Іродату» та заклинання, що відкриває її. Пішовши в бібліотеку монастиря, Герой знаходить потаємний прохід, в якому бере книгу та отримує карту острова, куди повинен плити. Тепер Герой збирає команду, шукає корабель і покидає Хорініс.
Герой з командою старих друзів припливає на кораблі до острова, повного пасток і чудовиськ. У печерах в глибині гори Герой потрапляє в потаємну крипту з дверима. Там він зустрічає брата Вогненного дракона та долає його. Далі слід розгадати головоломку «чотирьох печаток», щоб потрапити в Палати Ірдорату. Пройшовши всередину, він знаходить лігво Шукачів, де вбиває їхнього ватажка. Убивши мага, Герой відкриває ще одні двері та зустрічається з Драконом-немертвим. Після його вбивства раптово з'явився Ксардас і забирає силу Дракона-немертвого собі. Навколишні землі окуповані орками, тому Герой повертається на корабель і на ньому відпливає в Міртану.

## Доповнення
Gothic II: Night of the Raven (укр. Готика II: Ніч Ворона) — офіційне доповнення (аддон), що вийшло 22 серпня 2003 року та додало графічні зміни, нові завдання, більшу свободу дії для гравця й нову локацію — Яркендар (англ. Jarkendar). Більшість ігрових журналів Європи дали аддону більшу оцінку, ніж оригіналу. Для встановлення вимагає наявності оригінальної гри. Входить до складу видання Gothic II: Gold Edition.